# Incendio della raffineria di petrolio di Cataño del 2009
L'incendio della raffineria di petrolio di Cataño si è verificato il 23 ottobre 2009 a seguito di una esplosione presso la raffineria di petrolio della Caribbean Petroleum Corporation (CAPECO) a Bayamón, Porto Rico. Sebbene l'incidente si sia verificato tecnicamente entro i confini di Bayamón, la zona più coinvolta dai fumi dell'incendio e dalle operazioni di evacuazione è stata la vicina città di Cataño. Non ci sono state vittime, ma 3 persone sono rimaste ferite.

## L'antefatto
Mercoledì 21 ottobre 2009 la nave da carico Cape Bruny è arrivata al molo CAPECO nella baia di San Juan per scaricare la spedizione quasi settimanale di circa 45000 m³ di benzina senza piombo.
Del parco serbatoi della Raffineria solo il serbatoio 107 era abbastanza grande da contenere tutto il carico ma quel giorno era già in uso; di conseguenza la CAPECO ha deciso di riempire quattro serbatoi di stoccaggio più piccoli (i numeri 405, 504, 409 e 411) e di mandare la benzina rimanente al serbatoio 107, prevedendo che tale operazione avrebbe richiesto oltre 24 ore. Un operatore della CAPECO è stato messo a supervisionare le operazioni di trasferimento al molo e un altro a monitorare la consegna della benzina al terminal.
Poco dopo mezzogiorno del 22 ottobre, il personale operativo osservato che l'indicatore di livello del serbatoio 504 era bloccato e ha quindi chiuso la valvola di ingresso a tale serbatoio, dirigendo circa 30 metri cubi al minuto nel serbatoio 409 e una portata inferiore nel serbatoio 411.
Gli operatori CAPECO erano abituati a non fare affidamento sulle letture di livello visualizzate sul computer della sala controllo perché i trasmettitori erano spesso fuori servizio, e registravano le letture di livello orarie effettuate in campo.
La notte dell'incidente, il trasmettitore sul serbatoio 409 non inviava le misurazioni dei dati di livello al computer. Alle 22:00, quando il serbatoio 411 ha raggiunto la capacità massima ed è stato chiuso, gli operatori hanno aperto completamente la valvola sul serbatoio 409. Un operatore ha quindi letto il livello sull'indicatore laterale del serbatoio 409 e lo ha riferito al suo supervisore, che ha stimato che il serbatoio sarebbe stato pieno all'una di notte.

## L'incidente

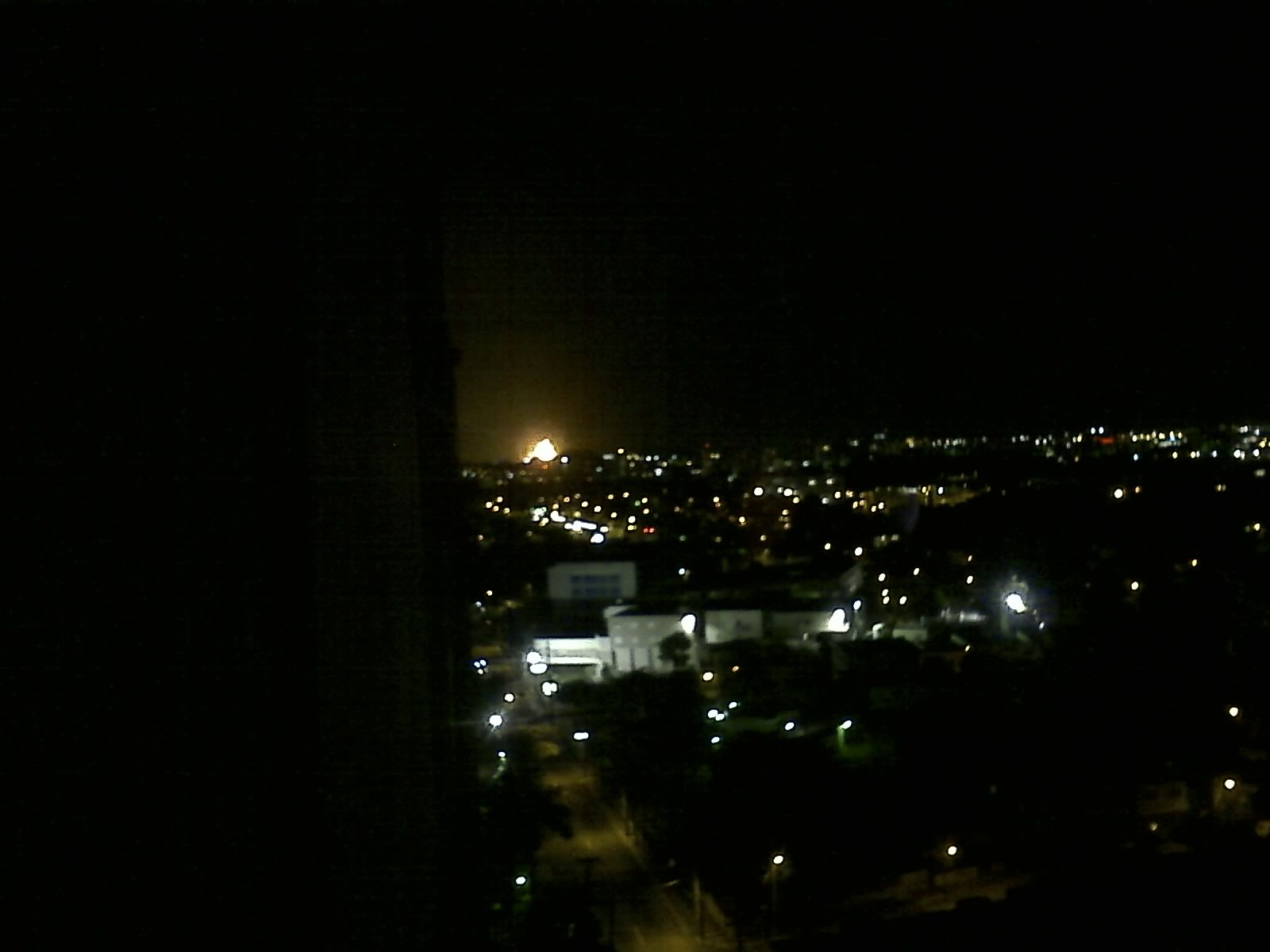
Foto scattata da Río Piedras alcuni minuti dopo l'esplosione iniziale

Durante il giro di ispezione delle 23:00, l'operatore di campo prese la lettura oraria del livello del serbatoio 409 comunicandone il valore al suo supervisore, il quale confermò che il serbatoio si sarebbe riempito per l'una di notte; invece il serbatoio 409 iniziò a traboccare benzina tra le 23:00 e il successivo controllo della mezzanotte. L'operatore del giro di mezzanotte notà una nebbia sul terreno e sulla strada lungo i serbatoi 504, 411 e 409 e sentì un forte odore di benzina. Il carburante sgorgava dai tubi di sfiato del serbatoio 409, in parte accumulandosi come liquido nel bacino di contenimento ed in parte evaporando per andare a formare la nebbia di vapori pesanti attorno ai serbatoi. Allarmato, contattò l'operatore del molo per far fermare il flusso di benzina in entrata al serbatoio e convocò urgentemente il suo supervisore e l'operatore dell'area di trattamento delle acque di scarico.
Notando il potenziale pericolo, il supervisore inviò un operatore al cancello di sicurezza, mentre il supervisore e un altro operatore girarono intorno alla struttura cercando di trovare la fonte della perdita di benzina e della nuvola di vapore. Alle 00:23 del 23 ottobre 2009 le telecamere di sicurezza del CAPECO e delle strutture limitrofe registrarono l'innesco della nuvola di vapore nell'area di trattamento delle acque di scarico che generò un flash fire. Circa sette secondi dopo l'innesco la nube di vapore esplose, creando un'onda di pressione che danneggiò centinaia di case e attività commerciali in un raggio di 2 km e innescò un incendio nel parco serbatoi di stoccaggio della raffineria, distruggendo undici serbatoi e danneggiandone altri posizionati nelle vicinanze. I serbatoi contenevano benzina, avgas e diesel. L'esplosione, di forza equivalente a un terremoto di magnitudo 2.8 sulla scala Richter, fu sentita fino a Cidra, a 11 miglia (circa 18 km) di distanza, mentre le fiamme dell'incendio successivo raggiunsero a un certo punto un'altezza di 30 m.
L'esplosione provocò il rilascio di 30 milioni di galloni (circa 110000 m³) di petrolio nell'area della baia di San Juan, provocando la morte della fauna selvatica e un notevole impatto sulla salute della popolazione locale.
Le valutazioni ambientali condotte in seguito all'incidente dall'EPA, dal U.S. Fish and Wildlife Service e dal Dipartimento delle risorse naturali e ambientali di Porto Rico rivelarono la presenza di animali di specie acquatiche e avicole morti o coperti di petrolio, comprese esemplari di diverse specie protette.
L'esplosione e il successivo incendio provocarono milioni di dollari di danni nelle città limitrofe e circa 600 persone hanno dovuto evacuare nei rifugi approntati a Cataño, Guaynabo e Toa Baja.
I cinque operai presenti allo stabilimento al momento dell'esplosione riuscirono a scappare in tempo. Diversi guidatori rimasero feriti quando l'esplosione frantumò il vetro delle loro auto, due persone riportarono ferite lievi nel vicino Fort Buchanan appartenente all'esercito americano e altre quattro personchiesero aiuto accusando problemi respiratori.

### La risposta delle autorità locali

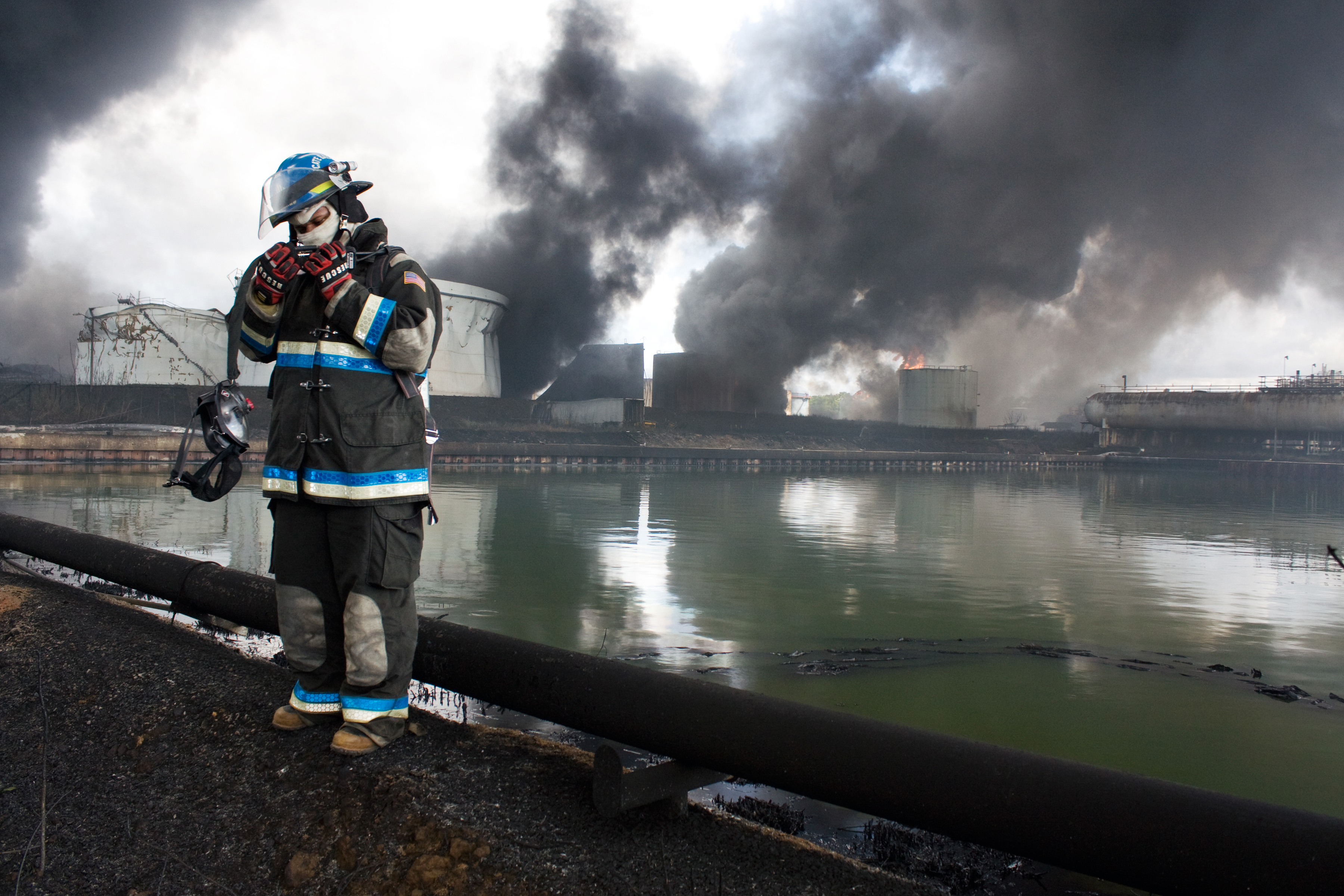
Vigile del Fuoco nell'area dell'incidente

Alle ore 0:27 fu lanciato l'allarme al numero di emergenza 911 di Portorico. Le squadre dei Vigili del Fuoco di Bayamón e Cataño si attivarono immediatamente ma, a causa della gravità della situazione, il Dipartimento dei Vigili del Fuoco di Portorico dovette coinvolgere nelle operazioni tutte le caserme dell'isola con il supporto della Guardia Nazionale, mentre il Dipartimento di polizia di Porto Rico chiuse la De Diego Expressway al traffico civile. A causa della nuvola di fumo prodotta dagli incendi, la Federal Aviation Administration degli Stati Uniti d'America deviò il traffico aereo.

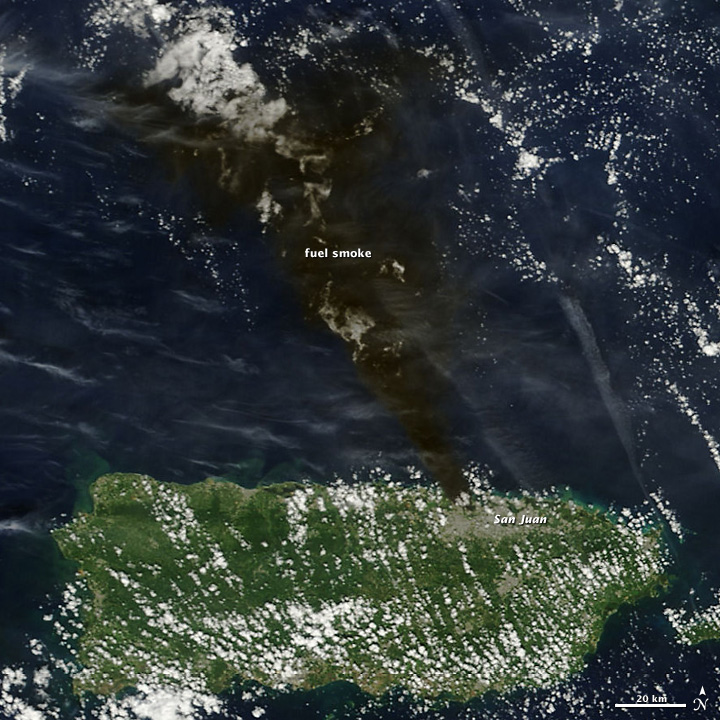
Immagine satellitare della nube di fumo presa dal satellite Terra della NASA

Per evitare ulteriori esplosioni, i vigili del fuoco tentarono di raffreddare i serbatoi rimasti integri, mentre dozzine di camion carichi di carburante furono spostati dall'area. Le autorità locali predisposero l'evacuazione di diverse aree che si trovavano sottovento rispetto alla nube di fumo prodotta dagli incendi, incluso un rifugio per i testimoni del Dipartimento della giustizia degli Stati Uniti d'America.

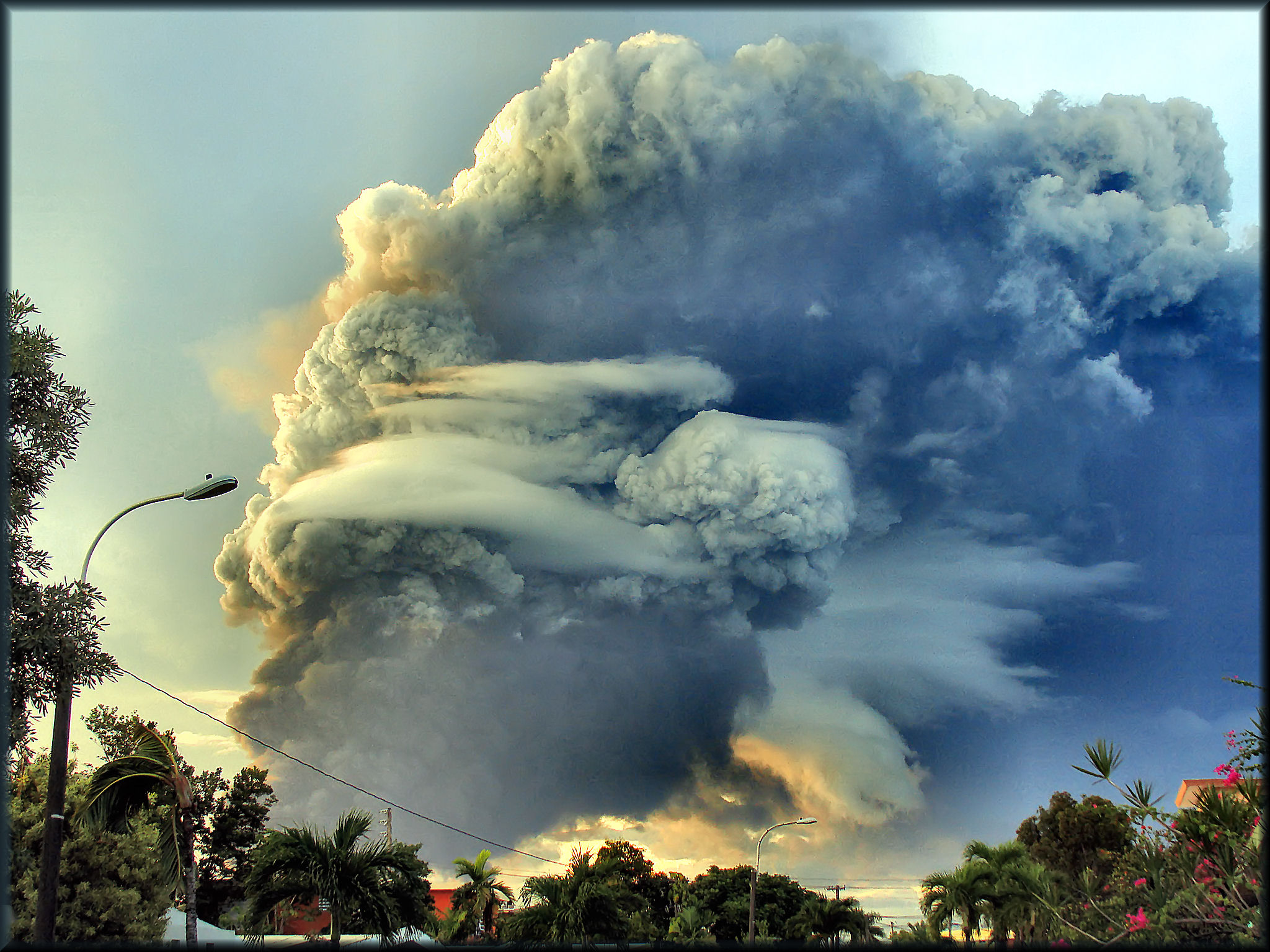
L'esplosione alla Caribbean Gulf Petroleum vista da Baldrich, Hato Rey

Il Governatore di Portorico Luis Fortuño ha dichiarato lo Stato di emergenza attivando la Guardia Nazionale in aiuto delle squadre di emergenza e dei feriti.

### Il supporto governativo
Il Presidente Barack Obama dichiarò per Portorico lo Stato di Emergenza federale, in modo da permettere l'intervento delle Agenzie federali americane nel coordinamento delle operazioni e lo sblocco di fondi federali in aiuto delle zone colpite.
Le autorità hanno costruito una condotta temporanea nella baia di San Juan allo scopo di utilizzare l'acqua di mare per spegnere l'incendio, ma l'incendio è stato spento prima che tale condotta potesse essere utilizzata. La schiuma antincendio necessaria alle operazioni di emergenza è stata fornita dalle vicine Isole Vergini Americane.

## Le indagini sull'incidente
Nei giorni successivi all'esplosione, più di 60 agenti dell'FBI e del Bureau of Alcohol, Tobacco, Firearms and Explosives sono stati inviati alla Caribbean Petroleum Corp. a Bayamón per contribuire alle indagini.
La mattina dopo l'esplosione la polizia ha iniziato a indagare su un graffito trovato vicino all'ingresso del Tunnel Minillas a San Juan con il messaggio: "Boom, fire, RIP, Gulf". Tuttavia l'FBI ha escluso in seguito che tale graffito fosse collegato all'esplosione.

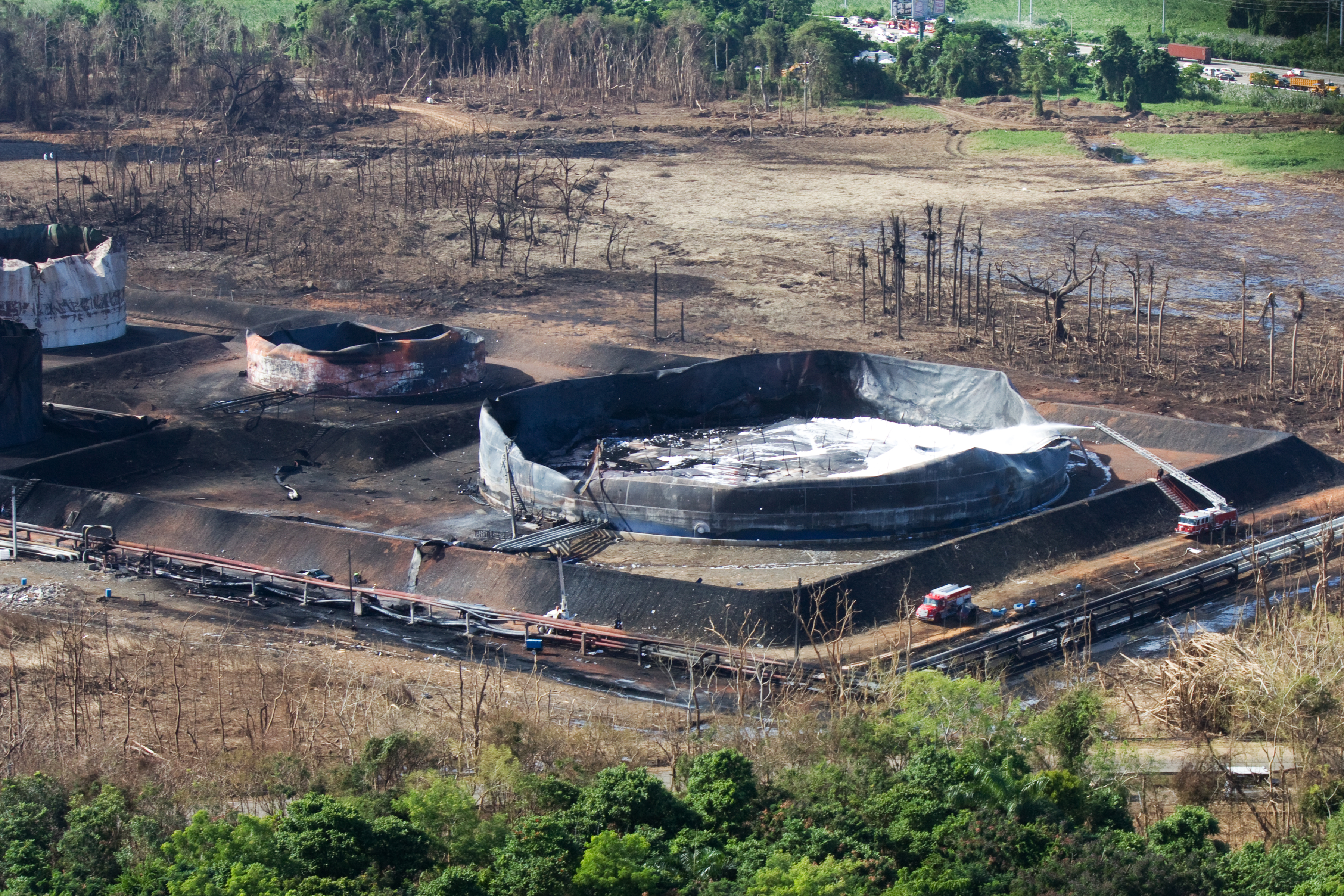
Vista dei danni causati alla vegetazione e ad alcuni serbatoi, con i loro bacini di contenimento, dopo l'incendio

Il 30 ottobre 2009 il direttore dell'FBI a Porto Rico, Luis Fraticelli, ha affermato che gli oltre 240 investigatori non hanno trovato prove che l'incidente fosse intenzionale, ma piuttosto legato a negligenza. Il mese successivo, i funzionari del U.S. Chemical Safety and Hazard Investigation Board (CSB) hanno dichiarato la causa dell'esplosione iniziale andava ricercata nel guasto di un indicatore di livello di un serbatoio di carburante. Tale guasto ha provocato il traboccamento di tale serbatoio, e i vapori fuoriusciti hanno trovato una sorgente di innesco in apparecchiature elettriche vicine.

### Il Rapporto del CSB[15]

Il logo della U.S. Chemical Safety and Hazard Investigation Board (CSB)

Sull'incidente è stata svolta un'indagine da parte dell'U.S. Chemical Safety and Hazard Investigation Board, i cui risultati sono stati presentati in un Rapporto il 21 ottobre 2015. Tra le cause dell'incidente il Rapporto del CSB ha identificato un livello di design tecnicamente non in linea con le pratiche di buona ingegneria (le cosiddette Best practices), per esempio la mancanza di misuratori di livello ridondati nei serbatoi - oltre a mancanze organizzative e relative alla sicurezza da parte della CAPECO - per esempio la mancanza di manutenzione efficace sui misuratori di livello che hanno causato il rilascio di idrocarburi. Inoltre la CSB ha evidenziato mancanze a livello di analisi di rischio considerando la vicinanza a zone abitate e più in generale a livello di Sistema di Gestione della Sicurezza.
Il CSB ha realizzato anche un video sulla ricostruzione dell'incidente.

## Il dopo incidente
Il giorno dopo l'esplosione, è stata intentata una causa presso il tribunale distrettuale federale di San Juan contro la Caribbean Petroleum Corporation e, almeno inizialmente, anche contro la compagnia assicurativa MAPFRE. L'11 dicembre 2009 una terza causa è stata presentata contro la Caribbean Petroleum Corporation congiuntamente da 1.000 querelanti, con una richiesta di risarcimento danni pari a 500 milioni di dollari.
Nell'agosto del 2010 la Caribbean Petroleum Corporation ha dichiarato bancarotta ai sensi del Chapter 11, norma della legge fallimentare statunitense. La società ha citato debiti da 500 milioni a 1 miliardo di dollari. La dichiarazione di fallimento è stata diramata quando la società ha mancato di rispettare gli ordini dell'Agenzia statunitense per la protezione dell'ambiente (EPA) di ripulire il sito dell'esplosione. La Caribbean Petroleum ha affermato che la loro situazione finanziaria ha impedito loro di svolgere il lavoro e a questo punto l'EPA ha preso in carico le operazioni di pulizia.